# Héctor Vilches
Héctor Vilches (Montevideo, 1926. február 14. – 1998. szeptember 23.) világbajnok uruguayi labdarúgó, hátvéd.

## Pályafutása

### Klubcsapatban
1950 és 1963 között a Cerro labdarúgója volt.

### A válogatottban
1950 és 1952 között tíz alkalommal szerepelt az uruguayi válogatottban. Az 1950-es brazíliai világbajnokságon aranyérmes lett a csapattal, de a tornán nem szerepelt mérkőzésen.

## Sikerei, díjai
Uruguay
- Világbajnokság
  - aranyérmes: 1950, Brazília